# Yassine Jebbour
Yassine Jebbour, né le 24 août 1991 à Poitiers, est un footballeur international marocain. Il est formé au Stade rennais, club avec lequel il passe professionnel en 2009.

## Biographie

### Enfance et débuts
Yassine Jebbour naît à Poitiers, le 24 août 1991, d'une famille originaire du Maroc. En 1998, il débute au sein des équipes de jeunes du Paris Saint-Germain, club avec lequel il évolue durant huit ans, jusqu'en 2006. En parallèle, en 2004, il intègre pour trois ans les rangs de l'INF Clairefontaine.
Alors qu'il choisit de rejoindre le Stade rennais et son centre de formation en 2007, ses qualités lui valent d'être sélectionné en équipe de France des moins de 16 ans et des moins de 17 ans. Il évolue alors au poste de milieu de terrain,. Au Stade rennais, sa progression est rapide, et il est surclassé de catégorie.

### Débuts professionnels au Stade rennais
En juillet 2009, Yassine Jebbour signe son premier contrat professionnel avec son club formateur, alors qu'il a fait quelques mois auparavant ses débuts avec la réserve rennaise en CFA et qu'il est replacé au poste d'arrière droit. Toutefois, il ne joue aucun match professionnel lors de la saison suivante, et doit se contenter de vingt-trois matchs disputés en CFA. Finalement, il dispute son premier match de Ligue 1 le 18 décembre 2010 contre le Valenciennes FC, profitant d'une cascade d'absences dans la défense rennaise.
Quelques semaines plus tard, Jebbour annonce qu'il opte pour les sélections nationales marocaines plutôt que françaises. Avec l'équipe olympique marocaine, il dispute le Tournoi de Toulon 2012, puis les Jeux olympiques 2012 de Londres.
Au Stade rennais, Jebbour peine toutefois à se faire une place. Après avoir disputé six matchs de Ligue 1 lors de la saison 2010-2011, il n'en joue qu'un seul en 2011-2012, mais dispute tout de même trois rencontres de Ligue Europa. Il doit, en effet, faire face à une grosse concurrence au poste d'arrière droit, avec les présences notamment de Romain Danzé et Kévin Théophile-Catherine. Il profite néanmoins de sa faculté à évoluer côté gauche, et de la confiance de son entraîneur Frédéric Antonetti pour faire plusieurs apparitions dans l'équipe rennaise.

### Prêt à Nancy puis transfert à Montpellier
Le 22 janvier 2013, il est finalement prêté, sans option d'achat, à l'AS Nancy-Lorraine, jusqu'à la fin de la saison 2012-2013. Avec le club lorrain, Jebbour occupe un poste de titulaire en défense, participant à dix-neuf matchs en l'espace d'une demi-saison, mais Nancy est relégué en Ligue 2 à l'issue de la saison. Convoqué pour la première fois par son sélectionneur Rachid Taoussi, il dispute son premier match en équipe du Maroc, le 8 juin 2013 face à la Tanzanie à l'occasion des éliminatoires de la Coupe du monde 2014.
De retour à Rennes, il dispute deux rencontres de championnat au début de la saison 2013-2014, mais est finalement transféré le 26 août 2013 au Montpellier Hérault Sport Club, club avec lequel il signe un contrat de trois ans. Après avoir disputé quatorze matchs en 2013-2014 avec le club héraultais, il ne joue qu'une seule rencontre la saison suivante. En manque de temps de jeu, il est ainsi prêté par le Montpellier HSC à l'AS Varèse, en deuxième division italienne, le 2 février 2015.

### À Bastia
À la suite du transfert de Ryad Boudebouz vers Montpellier, il rejoint le 7 juillet 2015 le Sporting Club de Bastia avec lequel il signe un contrat d'une durée de trois ans . Alexander Djiku lui est préféré sur le côté droit en début de saison. À la suite d'une suspension de ce dernier, il connait sa première titularisation face à l'Olympique de Marseille pour la 5e journée de championnat. Le Sporting y subit un lourd revers 4 à 1 et Gilles Cioni lui est préféré lors des matchs suivants. Le 3 octobre 2015, il se blesse à une cuisse, souffrant d’une lésion myotendineuse le tenant éloigné des terrains jusqu'en décembre.

## Statistiques
Le tableau suivant présente les statistiques de Yassine Jebbour durant sa carrière professionnelle.
| Saison                | Club                     | Championnat           | Championnat | Championnat | Coupe nationale | Coupe nationale | Coupe de la Ligue | Coupe de la Ligue | Compétition(s) continentale(s) | Compétition(s) continentale(s) | Compétition(s) continentale(s) | Maroc | Maroc | Total | Total |
| Saison                | Club                     | Division              | M.          | B.          | M.              | B.              | M.                | B.                | Comp.                          | M.                             | B.                             | M.    | B.    | M.    | B.    |
| 2010-2011             | Stade rennais FC         | 1                     | 6           | 0           | 0               | 0               | 0                 | 0                 | -                              | -                              | -                              | -     | -     | 6     | 0     |
| 2011-2012             | Stade rennais FC         | 1                     | 1           | 0           | 0               | 0               | 0                 | 0                 | C3                             | 3                              | 0                              | -     | -     | 4     | 0     |
| 2012-2013             | Stade rennais FC         | 1                     | 5           | 0           | 1               | 0               | 2                 | 0                 | -                              | -                              | -                              | -     | -     | 8     | 0     |
| 2012-2013             | AS Nancy-Lorraine (prêt) | 1                     | 17          | 0           | 2               | 0               | 0                 | 0                 | -                              | -                              | -                              | 1     | 0     | 20    | 0     |
| 2013-2014             | Stade rennais FC         | 1                     | 2           | 0           | 0               | 0               | 0                 | 0                 | -                              | -                              | -                              | 1     | 0     | 3     | 0     |
| 2013-2014             | Montpellier HSC          | 1                     | 14          | 0           | 0               | 0               | 0                 | 0                 | -                              | -                              | -                              | -     | -     | 14    | 0     |
| 2014-2015             | Montpellier HSC          | 1                     | 0           | 0           | 0               | 0               | 1                 | 0                 | -                              | -                              | -                              | -     | -     | 1     | 0     |
| 2014-2015             | AS Varèse (prêt)         | 2                     | 0           | 0           | 0               | 0               | -                 | -                 | -                              | -                              | -                              | -     | -     | 0     | 0     |
| Total sur la carrière | Total sur la carrière    | Total sur la carrière | 46          | 0           | 3               | 0               | 3                 | 0                 | -                              | 3                              | 0                              | 2     | 0     | 57    | 0     |